# Governatorato di Ufa
La Gubernija di Ufa (Уфимская губерния in russo, Өфө губернаһы in baschiro) era una gubernija dell'Impero russo. Venne istituita nel 1865 con sul territorio prima appartenente alla Gubernija di Orenburg, esistette fino al 1919 ed aveva come capoluogo Ufa.

## Popolazione
Secondo i dati del 1865 abitavano nel governatorato 1.291.018 persone. Nel 1897 la popolazione era aumentata a 2.220.497; di questi, il 48.9% abitava nei centri urbani. I Baschiri erano il 41% del totale della popolazione, i Russi il 38%, i Tartari 8.4%, i Mari il 3.7%, i Ciuvasci il 2.8% e i Mordvini il 1.7%.